# 兴隆街道 (洮南市)
兴隆街道，是中华人民共和国吉林省白城市洮南市下辖的一个乡镇级行政单位。

## 行政区划
兴隆街道下辖以下地区：
隆新社区和隆德社区。